# فرودگاه اداره جنگلداری آمریکا در کبین کریک
فرودگاه اداره جنگلداری آمریکا در کبین کریک (به انگلیسی: Cabin Creek USFS Airport) یک فرودگاه همگانی بهره‌برداری هوایی است که یک باند فرود چمن و خاک دارد و طول باند آن ۵۳۳ متر است. این فرودگاه در کشور ایالات متحده آمریکا قرار دارد و در ارتفاع ۱۳۰۷ متری از سطح دریا واقع شده‌است.